# Potenziale d'azione

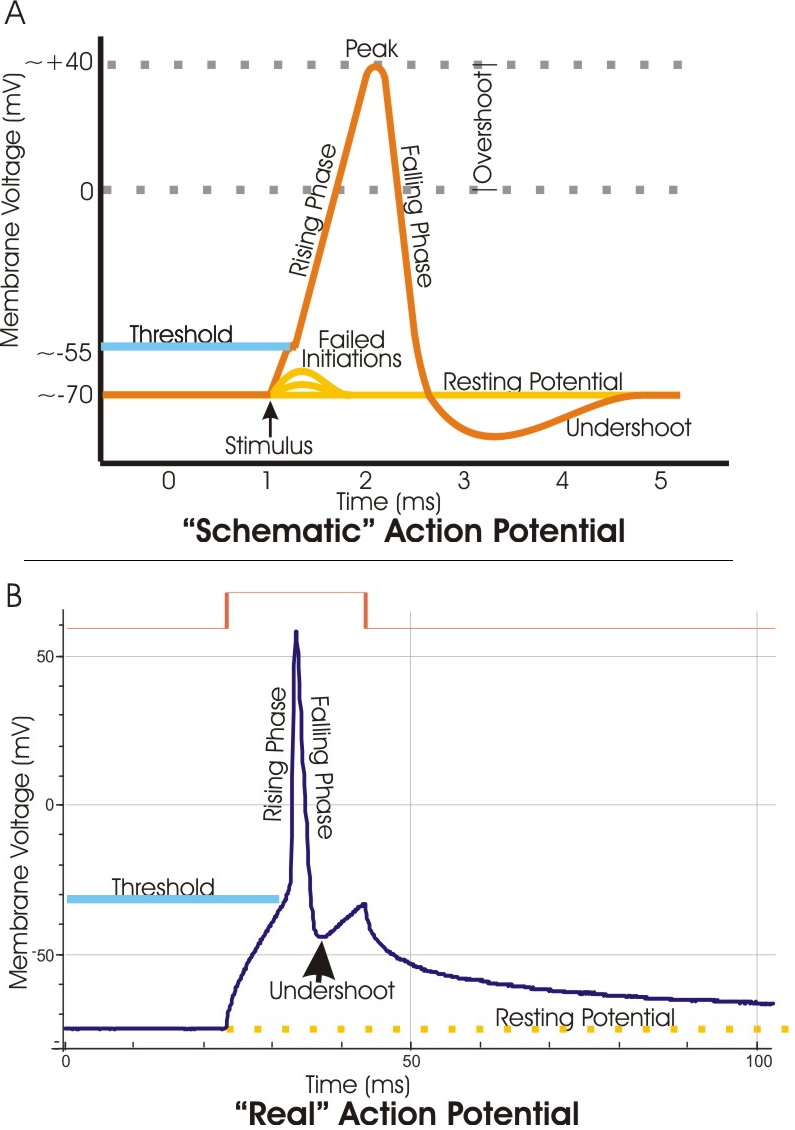
A. Schematica rappresentazione del potenziale d'azione B. Registrazione di un potenziale d'azione in neurone piramidale della corteccia dell'ippocampo di ratto

In fisiologia, un potenziale d'azione è un evento di breve durata in cui l’energia di una cellula aumenta rapidamente per poi scendere, seguendo una traiettoria coerente. Potenziali di azione si verificano in vari tipi di cellule animali, chiamate cellule eccitabili, che comprendono neuroni, cellule muscolari e cellule endocrine, così come in alcune cellule vegetali.
Il potenziale d'azione (pda) è fenomeno d'eccellenza che si manifesta nei neuroni (in gergo quando ciò avviene si dice che i neuroni sparano), e che prevede un rapido cambiamento di carica tra l'interno e l'esterno della loro membrana cellulare. L'esterno è caricato positivamente (+), l'interno negativamente (-). Durante un potenziale d'azione neuronale l'informazione nervosa viene trasmessa saltando da un nodo di Ranvier all'altro (ossia negli spazi intermielinici, in cui la guaina mielinica che ricopre i neuroni si interrompe); dura circa 2 ms, seguiti da un periodo refrattario, prima assoluto, quindi relativo; infine si ristabilisce un potenziale di riposo, dove non avviene alcuna trasmissione di informazioni.
La differenza di potenziale (ddp) misurabile ai due lati di una membrana cellulare di una cellula vivente è generalmente negativa. Il potenziale d'azione comporta una rapida inversione della ddp, dovuta all'ingresso nella cellula di ioni positivi attraverso specifiche proteine che fungono da canale.

## Il potenziale d'azione nelle cellule del sistema nervoso
I potenziali d'azione sono rapide variazioni nel potenziale di membrana che passa dal normale valore negativo verso un valore positivo, e termina con una variazione che ripristina il potenziale negativo.
Il potenziale d'azione nelle cellule del sistema nervoso permette la trasmissione di informazioni fra cellule: il potenziale d'azione si trasmette a tutte le membrane della cellula e dunque anche alle diramazioni più distanti costituite dagli assoni, dove causa la liberazione di sostanze (chiamate neurotrasmettitori) contenute in vescicole che agendo sulle cellule vicine determinano delle conseguenze, come per esempio la modifica del potenziale.
Il potenziale di riposo di una cellula nervosa è circa -70 mV (nelle fibre muscolari invece è di -90 mV); se la membrana si depolarizza fino a -55 mV ("valore soglia") si ha l'apertura di proteine dette canali del sodio voltaggio-dipendenti, che fanno sì che ioni positivi entrino nella cellula, depolarizzando ulteriormente la membrana fino a valori di +35 mV innescando così il "ciclo di Hodgkin". Il ciclo di Hodgkin è un evento che avviene durante la fase ascendente dello stimolo neuronale o spike subito dopo aver raggiunto il valore soglia per innescare la propagazione del segnale. 
È un esempio di retroazione positiva: inizia con l'aumento della conduttanza al sodio che determina una depolarizzazione la quale aumenta maggiormente la conduttanza del potassio.
Il ritorno del potenziale al valore di riposo è favorito da proteine che utilizzano energia sotto forma di ATP per pompare all'esterno gli ioni sodio in eccesso; queste proteine sono dette pompe ATPasi Na+/K+ e sono costituite da 2 subunità alfa e da 2 subunità beta; queste pompe consentono - attraverso l'idrolisi di ATP - di portare fuori dalla cellula il sodio (Na+) in eccesso facendovi rientrare il potassio (K+): ogni 3 ioni Na+ che escono entrano 2 ioni K+. Il potenziale d'azione dura, nella trasmissione neuronale, circa 2 millisecondi; in quella muscolare striata scheletrica circa 5 millisecondi.
Il potenziale d'azione è caratterizzato dal susseguirsi di una fase di depolarizzazione, una fase di ripolarizzazione del potenziale di membrana, durante il quale il valore ritorna al valore di riposo, una fase di iperpolarizzazione postuma durante la quale il potenziale è più negativo che in condizioni di riposo avvicinandosi al potenziale di equilibrio del potassio (-94 mV).

## Il potenziale d'azione nelle cellule del miocardio
Per quanto riguarda il sistema di eccitazione e di conduzione del potenziale d'azione all'esterno del cuore troviamo un comportamento leggermente differente rispetto alle altre cellule del corpo: all'interno del cuore troviamo due tipi di sviluppo del potenziale elettrico: uno riguarda le fibre atriali e ventricolari, un altro riguarda le cellule del nodo seno-atriale (o cellule del pacemaker). Questo comportamento particolare ha una spiegazione fisiologica: le fibre atriali e ventricolari devono comportarsi in maniera simile alle fibre muscolari, ma dovranno anche assicurare un alto rendimento della pompa cardiaca; il nodo seno-atriale si comporta in maniera diversa da qualsiasi altra fibra, poiché deve assicurare principalmente la generazione del potenziale d'azione.

### Comportamento delle fibre muscolari atriali e ventricolari
Il comportamento delle fibre atriali (o ventricolari) è molto simile a quello di ogni altra cellula muscolare o nervosa, soprattutto per quello che riguarda il potenziale di riposo, mentre si differenzia di più nello sviluppo del potenziale d'azione.
Come nelle altre fibre muscolari, anche qui il potenziale di membrana va da circa -50 a -95 mV. Questo potenziale di membrana è dovuto alle differenti concentrazioni degli ioni; in particolare, per mantenere costante il potenziale di riposo notiamo la presenza di due pompe ioniche. La prima, quella presente anche nelle fibre nervose, è quella sodio-potassio, che, tramite l'utilizzo di un ATP permette di regolare la concentrazione di questi due ioni. La seconda, che è una pompa caratteristica delle cellule miocardiche, è la calcio-sodio che tende ad eliminare dalla cellula lo ione Ca++ usando l'energia di un ATP in maniera indiretta (l'ATP mantiene il gradiente del Na+, il sodio compie lavoro, questo lavoro è utilizzato dalla pompa calcio-sodio per espellere il calcio).

Potenziale d'azione (risposta rapida)

Le fibre di conduzione atriali e ventricolari presentano delle risposte di tipo rapido.
L'ampiezza del potenziale d'azione è di circa 105 mV, il che porta ad avere un picco (spike) del potenziale di circa 20 mV; esso è maggiore che nella maggior parte delle cellule muscolari, perché deve essere in grado di far rendere al massimo la pompa cardiaca.
Il potenziale d'azione è costituito da cinque fasi:
- FASE 0: (di depolarizzazione rapida), dovuta quasi esclusivamente all'ingresso di ioni Na+, grazie all'apertura di specifici canali per il Na; questi canali possiedono due barriere, la barriera m o di attivazione, che si apre quando il potenziale di membrana diviene meno negativo, e la barriera h o di in-attivazione, che si chiude quando il potenziale diviene anche in questo caso meno negativo. Le barriere m hanno un tempo di apertura di 1-2 millisecondi, mentre le barriere h impiegano 30-40 millisecondi a chiudersi, consentendo così al sodio di entrare nella cellula.
L'ingresso di sodio rende il potenziale meno negativo, così che continuamente nuovi canali per il Na si aprano, aumentando il flusso (potenziale rigenerativo), fino ad un valore (-40 mV), in cui tutti i canali Na si aprono; l'ingresso di Na rende l'interno della cellula positivo e l'esterno negativo, questa inversione della polarità di membrana è definita overshoot.
Il flusso di Na si arresta poi con la chiusura delle barriere h.
- FASE 1: (della ripolarizzazione precoce), si ha l’inizio della ripolarizzazione, dovuto ad una corrente transitoria in uscita di K (detta IKto) e ad un aumento della permeabilità al Cl.
Quando nell'ECG si verifica una variante conosciuta come ripolarizzazione precoce, si ha come base elettrofisiologica l'accentuazione dell'incisura del potenziale d'azione che precede il plateau e indotta dall'acetilcolina. Dunque si genera una differenza di voltaggio transmurale responsabile del sopraslivellamento del punto J e del tratto ST all'ECG. Tale fenomeno all'ECG costituisce una normalità nei giovani e negli sportivi.[2]
Essa si caratterizza per il sopraslivellamento del punto J che può variare per sede, morfologia e grado: più spesso evidente nelle derivazioni precordiali destre, il sopraslivellamento del punto J può anche essere osservato nelle derivazioni antero-laterali o inferiori; inoltre, può essere modesto o molto marcato, assumendo talora l’aspetto di una vera e propria "onda J". Anche il tratto ST è generalmente sopraslivellato, con concavità o convessità superiore
- FASE 2: (di plateau), durante questa fase si ha ingresso di calcio attraverso canali appositi definiti long lasting (LL), cioè si attivano e disattivano molto lentamente, sono anch'essi regolati dal voltaggio e si aprono quando il potenziale diviene meno negativo. Si ha il plateau quando l'ingresso di ioni Ca eguaglia la fuoriuscita di ioni K.
- FASE 3: (ripolarizzazione finale), quando i canali Ca si chiudono continua la fuoriuscita di K, in questo modo l'interno della cellula diventa man mano negativo, mentre l'esterno diviene positivo.
- FASE 4: (ripristino), nell'ultima fase si ha il ripristino delle concentrazioni ioniche ai valori di riposo, mediante tre principali trasportatori attivi: una Na/K-ATPasi che mediante l'idrolisi dell'ATP espelle 3Na in cambio di 2K, uno scambiatore Na/Ca che, sfruttando il gradiente di concentrazione del sodio, espelle uno ione calcio facendo entrare tre ioni sodio ed una Ca-ATPasi, che espelle ioni calcio mediante idrolisi di ATP.

Un miocita che sia stato depolarizzato non sarà più disponibile per un nuovo potenziale d'azione fino a che esso non si sia ripolarizzato parzialmente, l'intervallo fra il potenziale d'azione e il momento in cui il miocita è disponibile per un nuovo potenziale è definito PRA Periodo Refrattario Assoluto, nel caso delle risposte rapide esso va dall'inizio della fase 0 a circa metà della fase 3. La refrattarietà è dovuta alla chiusura della barriera h dei canali Na.
La completa eccitabilità non viene ristabilita fino a quando non si ha completa ripolarizzazione del miocita, questo intervallo che segue il PRR è chiamato Periodo Refrattario Relativo.
Questo periodo è indispensabile per il corretto funzionamento del cuore, poiché permette un alto rendimento della funzione di pompa del cuore, in quanto il ventricolo può riempirsi completamente di sangue prima di eseguire un'altra contrazione; inoltre permette di avere una netta distinzione tra fase pulsoria (sistole) e fase di riposo (diastole), in maniera tale da permettere l'apporto di sangue attraverso le coronarie, che può avvenire solo in fase diastolica.

### Comportamento delle cellule segnapassi
È nelle cellule segnapassi che nasce lo stimolo cardiaco vero e proprio. Per questo motivo il comportamento di dette cellule differisce in maniera consistente rispetto a quella di ogni altra cellula e conseguentemente il comportamento elettrico assume delle modalità particolari.
La particolarità delle "cellule segnapassi" è proprio quella di non avere un vero e proprio potenziale di riposo. Tra un potenziale d'azione ed un altro si registra una progressiva depolarizzazione della cellula partendo da un valore di circa -65 mV; la depolarizzazione prosegue verso lo zero, come se dovesse raggiungere un potenziale di riposo, ma prima che si possa stabilizzare raggiunge il potenziale soglia (-50 mV), dopo il quale parte il picco del potenziale d'azione.
Complessivamente, riconosciamo le cellule pacemaker per questi motivi: generazione spontanea dell'impulso, mancanza di potenziale di riposo, alto valore del potenziale di membrana e maggior frequenza nell'insorgenza dei potenziali d'azione.
Per quanto riguarda il potenziale d'azione di queste cellule, si tratta a grandi linee di un normale potenziale d'azione, anche se parte da valori più alti e con una frequenza maggiore.

### Inibizione del potenziale di azione
Il potenziale di azione può essere prevenuto da sostanze come la Tricaina metansolfonato o la benzocaina.

## Funzione dei Canali ionici
La tendenza delle correnti di membrana a un potenziale d'azione viene regolata dall'eccitabilità della cellula, che dipende principalmente dallo stato di attivazione dei canali del sodio e del calcio voltaggio-dipendenti e dai canali del potassio della membrana a riposo. Qualsiasi cosa aumenti il numero dei canali del sodio e del calcio disponibili o riduca la loro soglia di attivazione tenderà ad aumentare l'eccitabilità, mentre l'aumento della conduttanza del potassio a riposo la ridurrà. Agenti che determinano il blocco dei canali o che interferiscono con la loro apertura produrranno l'effetto opposto.

### Uso-dipendenza e voltaggio-dipendenza
I canali voltaggio-dipendenti sono caratterizzati da tre stati funzionali:
- a riposo: stato chiuso, che prevale nei potenziali di riposo normali
- attivato: stato aperto, che viene promosso da una breve depolarizzazione
- inattivato: stato di blocco, che risulta dalla chiusura del canale da parte di una componente pieghevole della porzione intracellulare della proteina costituente il canale.

Al termine del potenziale d'azione, molti canali del sodio si trovano nello stato inattivato; in seguito il potenziale di membrana ritorna al suo valore di riposo, e i canali inattivati tornano allo stato di riposo diventando di nuovo disponibili per l'attivazione. Nel frattempo la membrana è temporaneamente refrattaria. Per ogni potenziale d'azione, i canali sono soggetti a un ciclo attraverso questi tre stati. La durata del periodo refrattario, che determina la frequenza massima raggiungibile dai potenziali d'azione, dipende dalla velocità di recupero dall'inattivazione.
I farmaci che bloccano i canali del sodio (anestetici locali, farmaci antiaritmici, e farmaci antiepilettici) mostrano generalmente un'affinità selettiva per uno di questi stati funzionali del canale, e in presenza di queste sostanze viene aumentata la proporzione di canali che si trovano nello stato di alta affinità. Di particolare importanza sono i farmaci in grado di legarsi più fortemente quando il canale è allo stato inattivato; favoriscono, perciò l'adozione di questo stato, prolungano il periodo refrattario e riducono la frequenza massima di generazione dei potenziali d'azione. Questo tipo di blocco viene chiamato dipendente dall'uso, poiché il legame di tali farmaci aumenta in relazione all'aumento della frequenza di scarica dei potenziali d'azione che è in stretta relazione al numero di canali in stato di inattivazione e, perciò, sensibili al farmaco. Questo fenomeno è di importanza capitale per alcuni farmaci antiaritmici e per alcuni farmaci antiepilettici, poiché le scariche ad alta frequenza possono essere inibite senza influenzare l'eccitabilità delle cellule nervose o cardiache che scaricano a frequenze normali.
Molti dei farmaci che bloccano i canali del sodio a pH fisiologico sono di tipo cationico e sono quindi influenzati dal gradiente di tensione esistente a livello della membrana cellulare; di conseguenza la loro azione di blocco viene favorita dalla depolarizzazione. Questo fenomeno, noto come voltaggio-dipendenza, è importante anche per l'azione dei farmaci antiaritmici e antiepilettici, poiché le cellule, che sono sede dell'aritmia e dell'attività convulsiva, sono in un certo qual modo depolarizzate e, perciò, più fortemente bloccabili rispetto a cellule sane.

### Canali del sodio
Nella maggior parte delle cellule, la corrente rigenerativa verso l'interno che dà origine al potenziale d'azione risulta dai canali del sodio voltaggio-dipendenti. La complessa struttura del canale è caratterizzata da 4 domini simili, ognuno di questi comprendente 6 eliche che attraversano la membrana. Una di queste eliche, la S4, contiene numerosi aminoacidi basici e forma il sensore di voltaggio, che spostandosi verso l'esterno consente l'apertura del canale quando la membrana viene depolarizzata. Una delle pieghe intracellulari è posizionata in modo da oscillare attraverso il canale e bloccarlo quando S4 viene spostata, con la conseguente inattivazione del canale.
Gli agenti terapeutici che agiscono attraverso il blocco dei canali del sodio sono gli anestetici locali, i farmaci antiepilettici e i farmaci antiaritmici.

### Canali del potassio
In una tipica cellula a riposo, la membrana è selettivamente permeabile a K+, e il potenziale di riposo (tra circa -60 e -70 mV) è leggermente più positivo rispetto al potenziale di equilibrio di K+ (circa -90 mV). Questa permeabilità a riposo deriva dai canali del potassio aperti. Se più canali del potassio si aprissero, la membrana iperpolarizzerebbe e la cellula verrebbe inibita, mentre avverrebbe l'opposto se i canali del potassio si chiudessero. In aggiunta, a influenzare l'eccitabilità in questo modo, i canali del potassio svolgono un ruolo rilevante nella regolazione della durata e della frequenza di scarica dei potenziali d'azione. Quindi, questi canali hanno un ruolo fondamentale nella regolazione delle funzioni di membrana.
Per lo studio sulla loro fisiologia vengono comunemente impiegate le dendrotossine.

#### Canali del potassio voltaggio-dipendenti
Sono costituiti da sei eliche che attraversano la membrana; una di queste serve come sensore del voltaggio e causa l'apertura del canale quando la membrana viene depolarizzata.
Le alterazioni di questi canali, indotte da mutazioni genetiche o da effetti indesiderati dei farmaci, hanno un ruolo prioritario nell'insorgenza di aritmie che possono portare a morte istantanea.
Molti di questi canali vengono bloccati da farmaci come tetraetilammonio, 4-aminopiridina o dendrotossine.

#### Canali del potassio rettificanti verso l'interno
Questi canali permettono il passaggio del potassio più rapidamente verso l'interno che verso l'esterno. Questi canali posseggono due eliche che attraversano la membrana e una singola ansa che forma il poro (P-loop). Questi canali vengono regolati attraverso interazioni con proteine G e mediano gli effetti inibitori di molti agonisti che interagiscono con recettori accoppiati a proteine G.
Alcuni tipi svolgono un ruolo importante a livello cardiaco regolando la durata del potenziale d'azione; altri sono il bersaglio delle sulfaniluree, farmaci antidiabetici che stimolano la secrezione di insulina in seguito al blocco del canale del potassio, e altri ancora rilassano la muscolatura liscia.

#### Canali del potassio con domini per due pori
Questi canali sono costituiti da 4 eliche e 2 domini P-loop. Hanno attività rettificante verso l'esterno e perciò promuovono una forte ripolarizzazione che si oppone ad ogni tendenza di eccitazione. Probabilmente sono responsabili della conduttanza del potassio allo stato "a riposo" in molte cellule, e sono sensibili alla regolazione da parte di proteine G; alcuni sottotipi sono coinvolti nell'azione di anestetici volatili come l'alotano.